# Morphosphaera coerulea
Morphosphaera coerulea es una especie de insecto coleóptero de la familia Chrysomelidae.
Fue descrita científicamente en 1890 por Schonfeldt.